# Renocera
Renocera is een vliegengeslacht uit de familie van de slakkendoders (Sciomyzidae).

## Soorten
- R. amanda Cresson, 1920
- R. brevis (Cresson, 1920)
- R. johnsoni Cresson, 1920
- R. longipes (Loew, 1876)
- R. pallida (Fallen, 1820)
- R. striata (Meigen, 1830)
- R. stroblii Hendel, 1900